# 여성주의 철학
여성주의 철학은 여성주의 관점을 갖는 철학이다. 여성주의 철학은 철학의 텍스트와 방법론 모두에서 여성주의 운동을 지원하고 기존의 철학을 여성주의의 관점에서 비판하고 재구성한다.

## 역사
세계의 역사에서 여성은 오랫동안 불평등한 처우를 받아왔고, 가부장제와 종교는 이러한 불평등을 심화시켰다. 철학 역시 이러한 틀에서 벗어나지 않아 "남자는 남자의 역할이 있고, 여자는 여자의 역할이 있다"는 주장을 반복하여 왔다. 근대 이전의 철학의 역사 속에서 여성 철학자가 없었던 것은 아니나 여타의 다른 학문과 같이 철학도 오랫동안 여성을 학문의 주체로 인정하지 않았다.
근대에 이르러 사회적 배제와 불평등을 사회구조의 문제로 파악하기 시작하는 사상이 생겨났다. 사회계약론과 같은 계몽주의 사상은 자연권으로서 인권을 주장하였고 이는 〈미국 독립 선언〉과 프랑스 혁명 시기의 〈인간과 시민의 권리 선언〉 등을 통해 선포되었다. 그러나 18세기 말 인권이 보편적 가치라고 확신한 이들 조차 어린이, 광인, 수형자 또는 외국인들은 무능력하기 때문에 정치 참여가 불가하다고 여겼다. 인권 선언을 주창한 사람들의 이러한 배제 대상자 가운데는 여성 또한 포함되어 있었다. 장자크 루소는 《에밀》에서 "성(Sex)을 제외하고는 여성도 남성과 다름없는 인간이지만, 그 성별 차이 때문에 다른 모든 것이 따라온다. 다른 도덕, 다른 교육, 지식과 진리에 이르는 다른 차원, 그리고 남성에게 주어진 것과 다른 사회정치적 기능 등등 …"과 같이 서술하여 여성을 남성보다 열등한 조재로 묘사하였다. 루소는 성분업을 정당화하는 젠더 담론으로 여성에 대한 억압을 정당화하였다. 한편, 루소와 동시대인이었던 메리 울스턴크래프트(Mary Wollstonecraft, 1757년 - 1797년)는 루소의 이러한 주장에 대해 자연권이 내세우는 평등과 인권에 어긋나는 비합리적인 것이라고 비판하였고, 그의 저서 《여성의 권리 옹호》 가운데 많은 부분을 루소의 주장을 반박하는데 할애하였다.
여성주의 철학은 여권 신장 운동과 함께 발전하여 왔다. 제일 먼저 부각된 것은 참정권의 문제로 여성주의 운동가들은 민주주의의 근간을 이루는 참정권 행사에 여성을 배제하는 것에 맞서 오랫동안 투쟁하였다. 프랑스에서 여성의 참정권이 제일 먼저 논의된 것은 1900년 국민회의였고, 1919년 하원을 통과하였으나 상원에 의해 부결되었다. 프랑스에서 여성 참정권이 보장된 것은 1945년이 되어서였다. 러시아는 러시아 혁명의 여파로 비교적 이른 시기인 1917년 여성의 투표권을 인정하였다. 미국에서는 1919년이 되어서야 백인 여성에 대한 참정권이 주어졌으나 "유색인종"을 포함하는 모든 여성에게 참정권이 부여된 것은 1965년이 되어서였다. 영국에서는 1928년이 되어서야 여성에게 남성과 동등한 참정권이 인정되었다. 국가가 아닌 조직에서 의사 결정 구조에 여성의 참여를 배제하는 것은 오늘날에도 여전히 문제가 되고 있다. 대한민국에서 한국YMCA가 여성 회원에 대해 총회원의 자격을 주지 않은 것이 위법하다는 판결이 난 것은 2009년의 일이었다.
한편, 20세기 초에 이르기까지 여성성에 대한 논의는 주로 생물학적 성 구분에 기댄 것이었다. 1949년 출간된 시몬 드 보부아르(Simone de Beauvoir, 1908년 - 1986년)의 《제2의 성》은 여성주의의 새로운 장을 열었다는 평가를 받는다. 보부아르는 이 책에서 생물학적 성(Sex)과 사회적 성(Gender)을 명확히 구분하고 여성에게 강요되는 성 역할은 생물학적인 것때문이 아니라 사회적인 것이라고 주장하였다. 즉, 여성은 생물학적으로 그렇게 태어났기 때문이 아니라 남성중심적 사회의 시각을 통해 "남성이 아닌" 타자(他者)로 만들어진 여성성을 내면화 하게 된다는 것이다. 이러한 의미에서 보부아르는 "여성은 태어나는 것이 아니라 만들어진다"고 하였다.
보부아르 이후의 여성주의는 여러 다른 사상들로 분화되었다. 이들은 이전 시기 제1세대 여성주의가 벌인 참정권 운동과는 다른 흐름을 형성한다는 의미에서 여성주의의 "제2의 물결"이라고 불린다. 오늘날 여성주의의 갈래는 크게 보아 자유주의적 여성주의, 마르크스주의 여성주의, 급진적 여성주의, 사회주의적 여성주의, 생태여성주의 등이 있으며, 실존주의, 자크 라캉, 해체주의, 포스트구조주의, 포스트모더니즘과 같은 다양한 철학 사조 역시 여성주의 철학과 영향을 주고받는다.

## 주요 논점
여성주의 철학은 철학 일반이 다루는 모든 범주에 대해 여성주의 관점에서 비판과 재구성을 수행한다. 그 가운데서도 다음의 항목들은 여성주의 철학의 대표적인 주제이다.
- 성과 젠더의 구분
- 여성성 - 사회학적 여성성, 심리학적 여성성 등
- 성 역할과 가족 제도 - 가부장제, 모성 등
- 노동과 여성 - 여성과 가정노동, 산업사회와 여성 노동 등
- 권력과 여성 - 여성과 정치활동, 정치제도 등

## 사조
여성주의는 여러 가지 사회적 상황과 종교 신념 성/젠더의 역할 등에 따른 생각에 의해 수 많은 사조를 보이고 있다. 그 가운데 철학과 관련이 깊은 사조들로는 다음과 같은 것들이 있다.
- 개인주의적 여성주의
- 급진적 여성주의
- 마르크스주의 여성주의
- 사회주의적 여성주의
- 생태여성주의
- 실존주의 여성주의
- 보수여성주의
- 분석여성주의
- 아나코 여성주의
- 자유주의적 여성주의
- 포스트구조주의적 여성주의
- 포스트모던 여성주의
- 해체주의 여성주의

## 주요 사상가
- 로레인 코드
- 뤼스 이리가레
- 린다 마틴 알코프
- 마사 누스바움
- 메리 울스턴크래프트
- 미란다 프리커
- 샐리 허슬랭거
- 시몬 드 보부아르
- 아이리스 멕리언 영
- 앨리슨 재거
- 올랭프 드 구주
- 우마 나라얀
- 존 스튜어트 밀
- 주디스 버틀러
- 쥘리아 크리스테바
- 케서린 켈러
- 클라우디아 카드

## 같이 보기
- 돌봄 윤리
- 사회주의적 여성주의

## 참고 문헌
- 아이린 다이아몬드 · 글로리아 페만 오렌스타인, 정현경 · 황혜숙 역, 《다시 꾸며보는 세상 - 생태여성주의의 대두》, 이화여자대학교출판부, 1996년, ISBN 89-7300-258-9
- 앨리슨 재거, 폴라 로덴버그 스트럴, 신인령 역, 《여성해방의 이론체계》, 풀빛, 1983년
- 엘리자베트 바뎅테, 최석 역, 《남자의 여성성에 대한 편견의 역사》, 인바이로넷, 2004년, ISBN 89-953502-4-5
- 임정빈, 정혜정, 《성역할과 여성 - 여성학 강의》, 학지사, 1997년, ISBN 89-7548-116-6
- 질라 R. 아이젠시타인, 김경애 역, 《자유주의 여성해방론의 급진적 미래》, 이화여자대학교출판부, 1988년
- 철학연구회, 《성과 철학》, 철학연구회 2003년도 춘계 연구발표회 발표논문집
- 한국여성연구회, (개정판)《여성학 강의》, 동녘, 1991년, ISBN 89-7297-342-4
- 한국여성연구소, 《새 여성학강의》, 동녘, 1999년, ISBN 89-7297-405-6

### 내용주
1. ↑  고전시대의 여성 철학자로는 히파티아와 같은 사람들을 꼽을 수 있다.
2. ↑  예를 들어, 한나 아렌트가 프린스턴 대학교 최초의 여성 교수가 된 것은 1959년의 일이다. - 톰 버틀러 보던, 이시은 역, 《짧고 깊은 철학 50[깨진 링크(과거 내용 찾기)]》, 흐름출판, 2014년, ISBN 978-89-6596-114-7. 한편 프린스턴 대학교는 1969년이 되어서야 여성의 입교를 승인하였다. 1969: Going coed with guts and grace
3. ↑  Wollstonecraft, Mary. The Vindications: The Rights of Men and The Rights of Woman. Eds. D. L. Macdonald and Kathleen Scherf. Toronto: Broadview Press, 1997. ISBN 1-55111-088-1. 
 메리 울스턴크래프트, 문수현 역, 《여성의 권리 옹호》, 책세상, 2011년, ISBN 978-89-7013-794-0 
  메리 울스턴크래프트, 손영미 역, 《여권의 옹호》, 연암서가, 2014년, ISBN 978-89-9405-459-9
4. ↑  Beauvoir, Simone de (2009) [1949]. The Second Sex. Trans. Constance Borde and Sheila Malovany-Chevallier. Random House: Alfred A. Knopf. ISBN 978-0-307-26556-2. 
시몬 드 보부아르, 이희영 역, 《제2의 성》, 동서문화사, 2009년, ISBN 978-89-4970-538-5
5. ↑  Gender는 언어학에서 명사의 성구분을 위해 쓰이던 말이었다. 영어를 제외한 대부분의 유럽 언어에서는 명사를 남성, 여성, 중성 등으로 구분한다.
6. ↑  여성학이 다루는 일반적인 주제들에 대하여는 참고 문헌들을 볼것.

### 참조주
1. ↑  Gatens, M., Feminism and Philosophy: Perspectives on Difference and Equality (Indiana University Press, 1991)
2. ↑  한국여성연구소 (1999년), 59-60쪽
3. ↑  린 헌트, 전진성 역, 《인권의 발명》, 돌베개, 2009년, ISBN 978-89-7199-346-0, 19-24쪽
4. ↑  Jean-Jacque Rousseau, Emile, Dent and Sons, London, 1972, p.56
5. 1 2  신옥희, 〈젠더와 섹슈얼리티, 그리고 페미니즘〉, 《성과 철학》, 철학연구회 2003년도 춘계 연구발표회 발표논문집
6. ↑  Kelly, Gary. Revolutionary Feminism: The Mind and Career of Mary Wollstonecraft. New York: St. Martin's, 1992. ISBN 0-312-12904-1. p. 123; p. 126;
7. ↑  궈허빙, 고예지 역, 《프랑스 여성》, 시스마북스, 2008년, ISBN 978-89-8445-305-0
8. ↑  Wade, Rex (21 April 2005). The Russian Revolution, 1917 (2nd ed.). Cambridge University Press. p. 117. ISBN 9780521602426.
9. ↑  Suffrage Wins in Senate; Now Goes to States, 《뉴욕타임즈》, 1919년 6월 5일
10. ↑  "Introduction to Federal Voting Rights Laws: The Effect of the Voting Rights Act". U.S. Department of Justice.
11. ↑  Peter N. Stearns The Oxford encyclopedia of the modern world, Volume 7 (Oxford University Press, 2008), p. 160
12. ↑  고법 "서울YMCA 여성회원자격제한은 성차별", 연합뉴스, 2009년 2월 10일
13. ↑  강정인, 고봉준, 고정갑희 외, 《서양의 고전을 읽는다 2》, 휴머니스트, 2006년, ISBN 978-89-5862-100-3, 213쪽
14. ↑  최애리, 《길을 찾아 - 꺼지지 않는 불꽃처럼》, 웅진닷컴, 2004년, ISBN 978-89-0104-782-9, 234쪽
15. ↑  김우창, 《103인의 현대 사상》, 민음사, 2003년, ISBN 978-89-3742-298-0, 316쪽
16. ↑  한국여성연구소 (1999년),35쪽
17. ↑  한국여성연구소 (1999년),36쪽
18. ↑  한국여성연구소 (1999년),34-57쪽